# Jānis Vitomskis
Jānis Vitomskis (* 28. August 1936 in Riga; † 25. Juni 2009 ebenda) war ein lettischer Schachspieler. Er war Europameister im Fernschach.

## Fernschach
Mit dem Fernschach begann Jānis Vitomskis etwa 1957. Er gewann die 7. lettische Meisterschaft 1969/70 und verteidigte diesen Titel in der 8. lettischen Meisterschaft 1971/72. Bei seiner Teilnahme an europäischen Fernturnieren qualifizierte er sich für die Endrunde zur 28. Europameisterschaft. Hier siegte er 1987/90 mit 10,5 von 14 Punkten vor Werner Stern und wurde Europameister.
Ende der 1980er Jahre qualifizierte er sich im ¾-Finale des Kandidatenturniers für die Endrunde zur 15. Fernschach-Weltmeisterschaft. Hier erreichte er 2003 Platz 13. 
Im Jahre 2002 vertrat er Lettland bei der 12. Fernschach-Olympiade und erzielte an Brett 2 ungeschlagen 10 Punkte aus 12 Partien.
Für seine Erfolge verlieh ihm der Weltfernschachverband ICCF 2001 den Titel Großmeister im Fernschach.

## Schachautor
Zusammen mit Tim Harding und Martin Benedik gab Vitomskis 2002 eine Eröffnungs-CD The Total Marshall heraus.

## Privates
Vitomskis war von Beruf Jurist.